# Peter Sutcliffe
Pour les articles homonymes, voir Sutcliffe.
Peter William Sutcliffe, né le 2 juin 1946 à Bingley et mort le 13 novembre 2020 à Durham (Angleterre), est un tueur en série britannique.
Également connu sous le nom de Peter William Coonan, aussi surnommé Yorkshire Ripper (allusion à Jack l'Éventreur, en anglais « Jack the Ripper ») par la presse.

## Biographie
Entre 1975 et 1980, Peter Sutcliffe assassine 13 femmes. Il agresse violemment 7 autres femmes (tentatives de meurtre). Surnommé « l’éventreur du Yorkshire », il est considéré comme l’un des pires tueurs en série anglais de l’après-guerre. 
En l’espace de 5 ans, il a fait 13 victimes dans le nord de l’Angleterre (Bradford, Manchester, Leeds, Huddersfield, Halifax, Keighley). Sutcliffe dit avoir été poussé par la voix de Dieu émanant d’une pierre tombale, qui lui aurait commandé de tuer des prostituées. Son modus operandi était de porter des coups à la tête de ses victimes avec un marteau à panne ronde et de mutiler ensuite leur corps.
Il est condamné en 1981 à une peine d’emprisonnement à perpétuité. Diagnostiqué comme un schizophrène paranoïaque, il est interné trente années dans un hôpital psychiatrique avant d'être détenu dans une prison à Durham.
En juillet 2010, la Haute Cour écarte toute remise en liberté possible. Peter Sutcliffe avait déposé une demande, espérant une éventuelle remise en liberté.
« C'est une série de meurtres qui a terrorisé la population d'une grande partie du Yorkshire pendant plusieurs années », a souligné le juge, confirmant ainsi que Sutcliffe terminera ses jours en détention.
Testé positif au Covid-19  le 7 novembre 2020, il y succombera à l’hôpital.

## Liste des victimes connues
| Date              | Identité                   | Âge | Profession / Activité / Statut                       | Lieu                                        |
| ----------------- | -------------------------- | --- | ---------------------------------------------------- | ------------------------------------------- |
| 5 juillet 1975    | Anna Rogulskyj             | 36  | ?                                                    | Keighley                                    |
| 15 août 1975      | Olive Smelt                | 46  | ?                                                    | Halifax                                     |
| 27 août 1975      | Tracy Browne               | 14  | ?                                                    | Silsden                                     |
| 30 octobre 1975   | Wilma McCann               | 28  | ?                                                    | Leeds                                       |
| 20 janvier 1976   | Emily Jackson              | 42  | Prostituée                                           | district de Sheepscar (en) à Leeds          |
| 9 mai 1976        | Marcella Claxton           | 20  | ?                                                    | Roundhay Park (en) à Leeds                  |
| 5 février 1977    | Irene Richardson           | 28  | Prostituée                                           | Roundhay Park                               |
| 23 avril 1977     | Patricia « Tina » Atkinson | 32  | Prostituée                                           | Bradford                                    |
| 26 juin 1977      | Jayne MacDonald            | 16  | Employée de supermarché au rayon chaussures          | Leeds                                       |
| 10 juillet 1977   | Maureen Long               | 42  | ?                                                    | Bradford                                    |
| 1er octobre 1977  | Jean Bernadette Jordan     | 20  | Prostituée                                           | près du cimetière du sud (en) de Manchester |
| 14 décembre 1977  | Marilyn Moore              | 25  | Prostituée                                           | Leeds                                       |
| 31 janvier 1978   | Helen Rytka                | 18  | Prostituée                                           | Huddersfield                                |
| Mars 1978         | Yvonne Pearson             | 21  | Prostituée                                           | Bradford                                    |
| 16 mai 1978       | Vera Millward              | 40  | Prostituée                                           | Manchester Royal Infirmary                  |
| 4 avril 1979      | Josephine Whitaker         | 19  | Employée de la banque Halifax Building Society (en)  | Halifax                                     |
| 2 septembre 1979  | Barbara Leach              | 20  | Étudiante en sociologie (2e année)                   | Bradford                                    |
| 20 août 1980      | Marguerite Walls           | 47  | Employée du ministère de l'éducation et des sciences | Farsley                                     |
| 24 septembre 1980 | Upadhya Bandara            | 34  | Docteur                                              | Leeds                                       |
| 25 octobre 1980   | Maureen « Mo » Lea         | 20  | Étudiante en arts                                    | Leeds                                       |
| 5 novembre 1980   | Theresa Sykes              | 16  | ?                                                    | Huddersfield                                |
| 17 novembre 1980  | Jacqueline Hill            | 20  | Étudiante en langues                                 | Headingley                                  |